# خوزه پاردو باردا
خوزه پاردو باردا (انگلیسی: José Pardo y Barreda؛ ۲۴ فوریهٔ ۱۸۶۴ – ۳ اوت ۱۹۴۷) یک سیاست‌مدار اهل پرو و از سپتامبر ۱۹۰۴ تا سپتامبر ۱۹۰۸ و دوباره از اوت ۱۹۱۵ تا ژوئیه ۱۹۱۹ رئیس‌جمهور این کشور بود.